# Sivakkajärvi (sjö i Lappland, lat 69,08, long 28,53)
Sivakkajärvi är en sjö i Finland. Den ligger i kommunen Enare i landskapet Lappland, i den norra delen av landet, 1 000 km norr om huvudstaden Helsingfors. Sivakkajärvi ligger 127,1 meter över havet. Arean är 89,6 hektar och strandlinjen är 6,89 kilometer lång. Sjön  ingår i Pasvik älvs huvudavrinningsområde. 